# Dintel
Le Dintel est une rivière néerlandaise qui coule dans l'ouest de la province du Brabant-Septentrional.

## Géographie
Elle prend sa source près d'Oudenbosch. À Standdaarbuiten, le Mark, en provenance de Bréda, rejoint le Dintel. Via Stampersgat et Dinteloord (qui tire son nom de la rivière), la rivière se jette dans le Volkerak.